# Diatesi attiva
In linguistica, la diatesi attiva è la forma che, nelle lingue "nominativo-accusative", viene assunta dal verbo quando il soggetto coincide con l'agente (o l'esperiente nei verbi intransitivi).
Nella frase italiana il ragazzo mangia una mela, il verbo ha diatesi attiva perché colui che compie l'azione (l'agente: il ragazzo) coincide col soggetto della frase. Se si lasciano invariati i ruoli semantici (cioè, se si vuole esprimere il medesimo concetto), la stessa frase può essere espressa con diatesi passiva ricorrendo a una trasformazione, che in questo caso prevederà l'assunzione della funzione sintattica di soggetto da parte di quello che era l'oggetto (in questo caso la mela): la mela viene mangiata dal ragazzo.